# Epicurus the Sage
Epicurus the Sage és una sèrie humorística i satírica de còmics de dos volums (Visting Hades, The Many Loves of Zeus) del 1989 escrita per William Messner-Loebs, il·lustrada per Sam Kieth, i publicat per DC Comics. Epicur (filòsof grec antic) apareix com el personatge protagonista del llibre, viatjant pel món antic amb el jove alumne de Plató i Aristòtil, Alexandre el Gran, i de vegades amb Aristòtil mateix. Junts, vaguen per diversos mites grecs importants (p. ex. el segrest de Persèfone per Hades), es troben amb Homer i parlen de les qüestions filosòfiques, amb un gran tracte humorístic de slapstick. És considerable l'ús d'anacronismes.
Ha rebut una bona crítica per part de Hiram Crespo a la revista Society of Friends of Epicurus considerant-la una introducció a la filosofia adequada i eloqüent per als xiquets.
Ha sigut publicat a Espanya per Norma el 2009 amb una edició amb un sol volum.